# Challenger de Iasi 2023
El torneo Iași Open 2023 fue un torneo de tenis perteneció al ATP Challenger Tour 2023 y a la WTA 125K serie 2023 en la categoría Challenger 100 y WTA 125s. Se trató de la cuarta edición para los hombres y segunda para las mujeres, el torneo tuvo lugar en la ciudad de Iasi (Rumania), desde el 10 hasta el 16 de julio de 2023 para los hombres y del 17 hasta el 23 de julio de 2023 para las mujeres pista de tierra batida al aire libre.

## Jugadores participantes del cuadro de individuales
| Favorito | País                       | Jugador                 | Rank1 | Posición en el torneo |
| -------- | -------------------------- | ----------------------- | ----- | --------------------- |
| 1        | Bandera de España          | Bernabé Zapata Miralles | 53    | FINAL                 |
| 2        | Bandera de Moldavia        | Radu Albot              | 107   | Primera ronda         |
| 3        | Bandera de República Checa | Tomáš Macháč            | 108   | Primera ronda, retiro |
| 4        | Bandera de República Checa | Zsombor Piros           | 113   | Primera ronda         |
| 5        | Bandera de Chile           | Cristian Garín          | 124   | Semifinales           |
| 6        | Bandera de Francia         | Hugo Gaston             | 137   | CAMPEÓN               |
| 7        | Bandera de Francia         | Enzo Couacaud           | 190   | Primera ronda         |
| 8        | Bandera de República Checa | Zdeněk Kolář            | 173   | segunda ronda         |

- 1 Se ha tomado en cuenta la clasificación del 3 de julio de 2023.

### Otros participantes
Los siguientes jugadores recibieron una invitación (wild card), por lo tanto ingresan directamente al cuadro principal (WC):
- Cezar Crețu
- Filip Cristian Jianu
- Bernabé Zapata Miralles

Los siguientes jugadores ingresan al cuadro principal tras disputar el cuadro clasificatorio (Q):
- Andrey Chepelev
- Sebastian Gima
- Kalin Ivanovski
- Kyrian Jacquet
- MÀlex Martí Pujolràs
- Juan Bautista Otegui

### Individuales femenino
| Tenista            | Ranking | Preclasificada |
| Irina-Camelia Begu | 30      | 1              |
| Ana Bogdan         | 57      | 2              |
| Panna Udvardy      | 83      | 3              |
| Danka Kovinić      | 90      | 4              |
| Simona Waltert     | 116     | 5              |
| Jil Teichmann      | 121     | 6              |
| Laura Pigossi      | 134     | 7              |
| Tamara Zidanšek    | 145     | 8              |

- Clasificación del 3 de julio de 2023.

### Dobles femenino
| Tenista                          | Ranking | Preclasificadas |
| Irina Bara Monica Niculescu      | 194     | 1               |
| Oana Gavrilă Olivia Tjandramulia | 262     | 2               |

## Campeones

### Individual Masculino
- Hugo Gaston  derrotó en la final a  Bernabé Zapata Miralles, 3–6, 6–0, 6–4

### Dobles Masculino
- Nicolás Barrientos /  Aisam-ul-Haq Qureshi derrotaron en la final a  Gabi Adrian Boitan /  Bogdan Pavel, 6–3, 6–3

### Individual femenino
- Ana Bogdan venció a   Irina-Camelia Begu por 6–2, 6–3

### Dobles femenino
- Veronika Erjavec /  Dalila Jakupović vencieron a  Irina Bara /  Monica Niculescu por 6–4, 6–4